# Hecken (Bergisch Gladbach)
Hecken  ist ein Ortsteil im Stadtteil Herkenrath von Bergisch Gladbach.

## Geschichte
Bei der Bezeichnung Hecken handelt es sich um einen spätmittelalterlichen Siedlungsnamen, der erstmals um 1330 mundartlich als Ecke genannt wurde. Im Urkataster wurde der Bereich der heutigen Straße Hecken als Auf der Hecke verzeichnet. Etymologisch leitet sich der Name Hecken aus „hecke/hegge“ (= Hecke, Einzäunung) bzw. „hac/hag“ (= Dorngesträuch, Einfriedung, umfriedeter Wald) her. In Flurnamen bedeutet Hecke entweder Niederwald, Strauchwerk oder unbebauter Streifen zwischen zwei Feldern.
Laut der Uebersicht des Regierungs-Bezirks Cöln besaß der als „Bauergüter“ kategorisierte Ort 1845 drei Wohnhäuser. Zu dieser Zeit lebten 17 Einwohner im Ort, alle katholischen Glaubens. Die damalige Schreibweise des Ortsnamens lautete Hecke.